# Club Defensores de Salto
El Club Defensores de Salto es un equipo de fútbol argentino, de la localidad de Salto, Provincia de Buenos Aires. Defensores es un club muy reconocido en su localidad, junto a Sports. Disputa partidos oficiales en el estadio Carlos Testa con capacidad para 4000 espectadores.
Es conocido por el apodo de El Loro y los colores amarillo y verde representan al primer equipo de fútbol. Ha disputado en varias ocasiones diferentes torneos nacionales organizados por la Asociación del Fútbol Argentino (AFA), como la Copa Argentina, el Torneo Argentino B, Torneo Federal B y Torneo Argentino C. A nivel regional disputa sus encuentros en la Liga de Fútbol de Salto, donde se ha proclamado campeón en 31 oportunidades.

## Historia
Fue fundado el 5 de agosto de 1922, en la localidad de Salto, provincia de Buenos Aires. El primer presidente de la entidad deportiva fue Nicolás Ainora. El amarillo y verde son los colores que siempre han identificado al club a lo largo de su historia.
Una de las mejores épocas de su historia como equipo de fútbol fue en 2007, después de disputar y ascender del Torneo Argentino C ganando 11 partidos, empatando 2 y perdiendo solo 1. Además, en la década de 1940 obtuvo seis campeonatos locales seguidos y repitió este logro entre los años 2010 y 2015.

## Trayectoria
Participaciones en torneos nacionales y regionales:
- Copa Argentina[7]
- Torneo Argentino B[2]
- Torneo Federal B[8]
- Torneo Argentino C[2]
- Liga de Fútbol de Salto

## Palmarés
Torneos regionales
- Liga de Fútbol de Salto (31): 1930, 1941, 1942, 1943, 1944, 1945, 1946, 1952, 1957, 1959, 1961, 1962, 1973, 1975, 1987, 1996, 1998, 1999, 2001, 2002, 2008, 2010, 2011, 2012, 2013, 2014, 2015, 2018, 2019, 2021, 2023.

- Unión Regional Deportiva (3): 1972, 2006, 2010.

- Torneo Argentino C (1): 2007.